# Manningia pilaensis
Manningia pilaensis is een bidsprinkhaankreeftensoort uit de familie van de Eurysquillidae. De wetenschappelijke naam van de soort is voor het eerst geldig gepubliceerd in 1888 door de Man.